# Dendropsophus pelidna
Dendropsophus pelidna är en groddjursart som först beskrevs av William Edward Duellman 1989.  Dendropsophus pelidna ingår i släktet Dendropsophus och familjen lövgrodor. IUCN kategoriserar arten globalt som livskraftig. Inga underarter finns listade i Catalogue of Life.